# Natur und Wesen von Mittelerde
Das Buch Natur und Wesen von Mittelerde (engl. „The Nature of Middle-earth“) enthält eine Sammlung größtenteils bis dahin unveröffentlichter Texte von J. R. R. Tolkien, gesammelt und kommentiert von Carl F. Hostetter und wurde im Jahr 2021 veröffentlicht. Der Vorsitzende der Elvish Linguistic Fellowship hatte seit 1997 immer wieder Texte von Christopher Tolkien erhalten, die nicht in der History of Middle-earth inkludiert worden waren.

## Inhalt
Die Texte des Buches sind in drei Teile unterteilt. Der erste Teil enthält Texte über das Erwachen und den Alterungsvorgang der Elben, inklusive Generationentabellen, sowie die revolutionäre Änderung in der Zeitrechnung Ardas, nach welcher ein Valisches Jahr nicht mehr knapp 10, sondern 144 Sonnenjahre dauert.
Der zweite Teil enthält Texte über Körper und Geist von Elben und Ainur.
Der dritte Teil beschreibt diverse Länder und Bewohner der Welt.